# Famille von Struensee
Pour les articles homonymes, voir Struensee.
La famille von Struensee est une famille originaire de la Marche de Brandebourg .

## Histoire
Le nom de la famille est attribué au petit village de Struvensee (également Struensee ; aujourd'hui Strubensee) près de Neuruppin. À Neuruppin la famille apparaît pour la première fois en 1477 parmi les citoyens. Les Struensee sont initialement actifs dans le commerce de la confection de draps. La lignée commence avec Thomas Struensee (né vers 1590 et mort avant 1650), maître drapier et brasseur à Neuruppin. Johann Friedrich Struensee (1737–1772), en tant que docteur en médecine, devient le médecin personnel danois et le ministre secret du cabinet. Il est élevé au rang de comte danois le 30 septembre 1771. Plus tard, des branches se sont séparées et fournissent des hommes d'église protestants et des fonctionnaires prussiens. Le 5 mai 1788, un anoblissement danoise avec le prédicat Struensee von Carlsbach est accordée au frère du prénommé, Carl August Struensee (1735–1804). En Prusse, la noblesse est reconnue le 1er mars 1798. Le 26 décembre 1803, le directeur de la banque d'Elbing, Gotthilf Christoph Struensee (de) (1746-1829), frère de celui-ci, connaît lui aussi une élévation prussienne à la noblesse. Georg Karl Philipp von Struensee (de) (1774-1833), chef de la police de Cologne, est anobli le 4 mai 1820.

## Armoiries
- Les armoiries de 1798 et 1803 montrent (bordées d'or) en argent sur une mer bleue agitée un navire orlog à trois mâts avec le drapeau Danebrogs. Sur le casque avec bleu-argent (droit rouge-or, gauche vert-argent) couvre un vol blanc ouvert .
- Le blason de 1820 est écartelé et couvert d'un écusson comme en 1789 ; Champs 1 et 4 en or, deux barres diagonales rouges à gauche, 2 et 3 Mayflowers argentés en diagonale à gauche. Le navire sur le casque avec une couverture rouge-or à droite et une couverture vert-argent à gauche.

## Personnalités

### Branche aînée
- Adam Struensee (de) (1708–1791), pasteur à Halle, à partir de 1757 pasteur principal à Altona, Holstein ; plus tard surintendant général du Schleswig-Holstein
  - Carl August von Struensee (Carl August Struensee c. Carlsbach) (1735-1804), ministre prussien des Finances
  - Johann Friedrich Struensee (Johann Friedrich Graf Struensee) (1737–1772), médecin personnel du roi Christian VII ; ministre, plus tard régent à la cour danoise; exécuté après avoir été évincé
  - Gotthilf Christoph Struensee (de) (Gotthilf Christoph v. Struensee) (1746–1829), directeur de banque à Elbing
- Christian Gottfried Struensee (de) (1717–1782), recteur du lycée de la cathédrale Stephaneum à Halberstadt

### Branche cadette
- Georg Karl Philipp von Struensee (de) (Karl Philipp Georg von Struensee) (1774-1833), chef de la police à Cologne, plus tard conseiller supérieur du gouvernement à Breslau
  - Otto Karl Gustav von Struensee (de) (1803–1875), conseiller supérieur du gouvernement prussien et romancier (pseudonyme : Gustav vom See)
    - Franz Rudolf Karl von Struensee (1834–1888), général de division prussien (1887) et commandant de la 22e brigade d'infanterie [8]
- Karl August von Struensee (1906-1941), contrôleur de vol allemand pour Lufthansa